# Onsala
Onsala è un'area urbana della Svezia situata nel comune di Kungsbacka, contea di Halland.
La popolazione rilevata nel censimento 2010 era di 11 951 abitanti .